# Parhomivka, Volodarka
Parhomivka (în ucraineană Пархомівка) este o comună în raionul Volodarka, regiunea Kiev, Ucraina, formată numai din satul de reședință.

## Demografie
Componența lingvistică a comunei Parhomivka
     Ucraineană (98,77%)
     Rusă (1,11%)
     Alte limbi (0,12%)
Conform recensământului din 2001, majoritatea populației comunei Parhomivka era vorbitoare de ucraineană (98,77%), existând în minoritate și vorbitori de rusă (1,11%).